# حريش سيدني
حريش سيدني (الاسم العلمي: Lithobius sydneyensis) هو نوع من المفصليات يتبع جنس الحريش من الفصيلة الحريشية.